# SoundCloud
SoundCloud er en lyd- og musikdelingsside, som blev oprettet i 2007. I juli 2013 havde den 40 mio. brugere og 200 mio. lyttere.
I 2017 var SoundCloud i pengemæssige problemer og fyrrede 173 ansatte samtidig med at firmaet nedlagde deres kontorer i San Fransisco og London.